# Бругмансия
Бругма́нсия (лат. Brugmansia) — род растений из семейства Паслёновые (Solanaceae). Выделен из рода Датура. К нему относятся небольшие деревья и кустарники. Отдельные виды известны как носители психоактивных веществ. 

## Таксономия
Brugmansia Pers. Synopsis Plantarum 1: 216. 1805.
Род назван Персоном в честь голландского ботаника Себальда Юстинуса Брюгманса.

### Синонимы
список:
- Elisia Milano
- Methysticodendron R.E.Schult.
- Pseudodatura Zijp

### Виды
Род насчитывает 11 видов:
- Brugmansia arborea (L.) Steud. — Бругмансия древовидная, или бругмансия древесная
- Brugmansia ×candida Pers. typus[1] — Бругмансия белоснежная, или Дурманное дерево, или Древесный дурман, или Ангельские трубы
- Brugmansia ×dolichocarpa Lagerh.
- Brugmansia ×insignis (Barb.Rodr.) Lockwood ex R.E.Schult.
- Brugmansia longifolia Lagerh.
- Brugmansia pittieri (Saff.) Moldenke [syn.  Brugmansia aurea Lagerh. nom. illeg.]
- Brugmansia ×rubella (Soff.) Moldenke
- Brugmansia sanguinea (Ruiz & Pav.) D.Don
- Brugmansia suaveolens (Humb. & Bonpl. ex Willd.) Bercht. & J.Presl
- Brugmansia versicolor Lagerh.